# Кноблок, Эдвард
Эдвард Кноблок (англ. Edward Knoblock), при рождении Эдвард Густав Кноблаух (англ. Edward Gustav Knoblauch; 7 апреля 1874, Нью-Йорк — 19 июля 1945, Лондон) — британский драматург и прозаик американского происхождения, известный как автор пьесы «Кисмет» (Судьба), написанной им в 1911 году и выдержавшей несколько десятков постановок и экранизаций.

## Биография
Родился в Нью-Йорке и был внуком знаменитого берлинского архитектора Эдуарда Кноблауха. Окончил Гарвардский колледж в 1896 году, но большую часть своей профессиональной жизни провел в Европе, сначала во Франции, затем в Великобритании. В 1912 году, его пьеса «Вехи», написанная совместно с Арнольдом Беннеттом, стала хитом Лондонского Королевского театра и выдержала более 600 представлений.
Он стал британским подданным в 1916 году во время Первой Мировой Войны, англицировал написание своей фамилии и служил в чине капитана британской армии в Секретной разведывательной службе на Средиземном море, Балканах и в Греции. В 1917 году он поселился в Уэртинге, Суссекс. Кноблок всю свою жизнь коллекционировал мебель и предметы быта в стиле английского «Регентства», и сохранил большую часть наследия знаменитого мебельщика Томаса Хоупа. Его холостяцкая квартира была в Олбани.
Автор нескольких киносценариев, из которых наиболее известны «Робин Гуд» (1922) с участием Дугласа Фэрбенкса и «Три мушкетера» (1921), хотя в титрах его авторство не указано.
Пьесы, написанные Кноблоком без соавторства: «Суламита» (1906), «Фавн» (1911), «Кисмет» (1911), «Платье моей леди» (1914), «Мари-Одиль» (1915), «Тигр! Тигр!» (1918) и «Гранд отель» (1931). Среди романов, написанных Кноблоком известны: «Муравейник» (1929), «Человек с двумя зеркалами» (1931), «Леди любовь» (1933) и «Неопытность» (1941).
Кноблок часто работал в соавторстве. Пьесы «Вехи» (1912) и «Лондонская жизнь» (1924) были написаны при участии Арнольда Беннетта. Пьеса «Спикизи», написана совместно с Джорджем Рознером, и в 1929 году по пьесе поставлен одноименный фильм. Роман в соавторстве с Джоном Пристли «Хорошие спутники», впервые опубликованный в 1929 году был драматизирован Пристли совместно с Кноблоком в 1931 году.
Эдвард Кноблок умер в июле 1945 года в лондонском доме своей сестры, Гертруды Кноблаух, которая была известным скульптором.